# Esquirol volador de galtes vermelles
L'esquirol volador de galtes vermelles (Hylopetes spadiceus) és una espècie de rosegador de la família dels esciúrids. Viu a Brunei, Indonèsia, Laos, Malàisia, Myanmar, Singapur, Tailàndia i el Vietnam. El seu hàbitat natural són els boscos primaris, els boscos secundaris degradats i els matollars. El seu entorn pateix desforestació a causa de la tala d'arbres i la transformació del terreny per a usos agrícoles.